# Abpfarrung
Eine Abpfarrung oder Auspfarrung ist die Herauslösung einer bestimmten Fläche aus dem Gebiet einer Kirchengemeinde und Begründung einer neuen Gemeinde in diesem Gebiet (Filiation). Damit ändert sich auch die Gemeindezugehörigkeit der im betreffenden Gebiet wohnenden Gemeindeglieder.
Die rechtlichen Voraussetzungen für Abpfarrungen sind in den verschiedenen Konfessionen und territorialen Kirchen unterschiedlich geregelt.